# فرودگاه شهری اسپرینگفیلد–برانسون
فرودگاه شهری اسپرینگفیلد-برانسون (به انگلیسی: Springfield-Beckley Municipal Airport) یک فرودگاه است که یک باند فرود دارد و طول باند آن ۲۷۴۶ متر است. این فرودگاه در کشور ایالات متحده آمریکا قرار دارد و در ارتفاع ۱۰۵۱ متری از سطح دریا واقع شده است.